# 黄皮
黄皮（學名：Clausena lansium），別稱黃彈、黃彈子、黃段、黃皮子、黃皮果、黃皮葉、毛黃皮、果子黃 、油梅及油皮等，為芸香科黃皮屬植物，为常绿小乔木，高5至10米。黃皮是熱帶及亞熱帶地區一種水果。

## 分佈
黃皮原產於中國，現分佈於福建、廣東、廣西、海南、貴州南部、雲南、四川金沙江河谷與中南半島。多長於山坡、荒地及疏林之中，美洲、亞洲、澳洲與臺灣等地也有引種栽培。模式種採自於廣州近郊

## 形態特徵
黃皮是一種常綠灌木或小喬木植物， 高約4－6米，高可達12米。樹皮淡黃褐色，嫩枝披微柔毛快脫落，幼枝具多數瘤狀突起腺體，突起上集生成簇的短毛，其餘披柔毛。

### 葉
葉互生，奇數羽狀複葉，小葉5－13片，互生，頂端1枚最大，其餘的向下逐漸變小；小葉卵狀橢圓形或卵形，薄革質，表面深綠色，背面淡綠色，兩面均披細小的褐色腺點，頂端短漸尖或急尖，基部寬楔形或近圓形，兩側不對稱，常一側偏斜，全緣或呈波浪狀或具淺的圓裂齒，稍向下反卷，兩面無毛，背面油點明顯；中脈於表面平或稍凸起，披疏生成簇的短毛和柔毛，中脈於背面隆起，尤以未張開的小葉背脈上散生明顯凸起的半透明細油點及密披短直毛，長約2.5－14.5厘米，寬約1－6厘米；葉柄連葉軸長約7－12厘米，側生小葉柄長約5毫米，披生成簇的短毛和柔毛。

### 花
花為聚傘狀圓錐花序，頂生或腋生，多花，密披柔毛；花兩性；花黃白色，芳香；花蕾圓球形，星芒狀，有5條稍凸起的縱脊梭；花直徑約5毫米；花序軸長約13厘米，小花梗長約1－2毫米；花萼裂片5枚，闊卵形，基部稍連合，外密披短柔毛，內密披長柔毛，長不及1毫米；花瓣5枚，長圓形，端鈍，黃白色，外披黃色柔毛及淡褪色腺點，內有時無毛或披黃色疏短毛，長不超過5毫米，開放時反展，背部有隆起的中線；雄蕊10枚，長短相間，長的與花瓣等長；花絲線狀，無毛，基部稍增寬，不呈曲膝狀；花藥寬卵形，黃色，背着藥；雌蕊短於雄蕊；子房圓球形，柄短小，密披淡黃色的直長毛，4－5室，每室有略呈上下迭生的胚珠，直徑約1毫米；花柱柱狀，比子房為短，有時披疏短柔毛；柱頭扁圓呈盤狀，膨大，無毛；花盤細小。

### 果
果為漿果，形狀多樣，闊卵形、橢圓形或圓形，成熟時淡黃至暗黃色，表面密披細毛或略披毛，具油點，果肉乳白色多透明，2－5室，長約1－3厘米，寬約1－2厘米，內有種子1－4顆，稀有多至5顆；種子扁長圓形至近圓球形，種皮薄膜質，子葉深綠色；胚根直生，圓柱形。

## 醫藥用途

### 樹皮
黄皮以樹皮入藥，味苦，性溫，中藥名為黃皮皮，載於《生草藥性備要》，原文記載為「消風腫，去疳積，散熱癪。煲酒服，通小便，解污穢。核，治疝氣」，具利水消腫、通利尿道等功效。

### 葉
黄皮以葉入藥，味苦、辛，性平，藥材主產於廣西、雲南及四川等地。中藥名為黄皮葉，始載於《嶺南採藥錄》，具解表散熱、行氣化痰、解毒、利尿等功效，主治咳嗽痰喘、溫室發熱、瘧疾、流行性腦膜炎、黃腫、小便不利、腹脘腹疼痛、風濕痹痛、熱毒疥癬、蛇蟲咬傷等，現代藥理研究表明黄皮葉具益智、保肝、降血糖、降血脂、抗氧化等作用，臨床應用於風濕骨痛、感冒、急性腸胃炎、狂犬咬傷、木薯中毒等治療上，民間則認為黄皮葉具行氣化痰、利尿、解表散熱、解毒等的功效。

### 果
黄皮以果入藥，味辛、甘、酸，性微溫， 藥材主產於廣西、雲南及四川等地。中藥名為黄皮果，始載於《本草綱目》，具化痰、理氣、消食等功效，主治痰飲咳喘、胸膈滿痛、食精不化等。

### 果核
黄皮以果核入藥，味苦，性溫，藥材主產於廣西、雲南及四川等地。中藥名為黃皮核，始載於《嶺南採藥錄》，為嶺南民間草藥，具解毒散結、行氣止痛、健胃消腫等功效，主治氣滯脘腹疼痛、睪丸疼痛、疝氣痛、經痛、風濕骨痛、小兒頭瘡、蜈蚣咬傷等。本品種載錄於《廣東省中藥材標準》，定為中藥黃皮核的原植物來源種。

## 外部連結
- 黄皮 （页面存档备份，存于）（中國植物圖像庫）
- Clausena_lansium （页面存档备份，存于）（香港植物標本室）
- Clausena lansium （页面存档备份，存于）（香港植物及植被）
- Clausena lansium （页面存档备份，存于）（台灣植物資訊整合查詢系統）